# Fais
Fais – mała wyspa położona na Pacyfiku. Jest lądem położonym najbliżej głębi Challengera, dzieli ją od niej około 290 km. Fais należy do Mikronezji, stanowi część stanu Yap.